# Tupolev Tu-75
O Tupolev Tu-75 foi uma versão para transporte militar do bombardeiro Tu-4, assim como seu similar avião comercial, o Tu-70, ambos utilizando uma nova fuselagem. Sendo a primeira máquina militar soviética de sua classe, era equipada com uma rampa de carregamento na fuselagem. Entretanto, a aeronave não entrou em produção pois a VVS decidiu que seria mais barato modificar os Tu-4 existentes para a missão de transporte, além de utilizar as aeronaves Lisunov Li-2 e Ilyushin Il-12 para essa missão.

## Projeto e desenvolvimento
A OKB Tupolev iniciou os trabalhos em Setembro de 1946 em uma versão de transporte militar do avião comercial Tupolev Tu-70, confirmado pelo governo soviético em 11 de Março de 1947, com os testes agendados para iniciar em Agosto de 1948. Para agilizar o processo, a maior parte dos componentes vinha do Tu-70. Seus motores eram a versão melhorada Shvetsov ASh-73TKFN ou TKNV com injeção direta de combustível. Uma nova e mais estreita fuselagem foi projetada, incluindo uma abertura traseira para carga, uma rampa para carregamento de veículos e porta para paraquedistas. Três torres armadas (dorsal, ventral e na cauda), seriam adaptadas do Tu-4, mas não foram instaladas no protótipo. O Tu-75 requeria uma tripulação de 6 pessoas (dois pilotos, três atiradores, um operador de rádio e um navegador).
A aeronave deveria cumprir três papéis distintos: transporte, transporte de paraquedistas e avião aeromédico. No primeiro papel, seria carregado com dois ASU-76, dois tratores de artilharia STZ NATI, seis ou sete jipes GAZ-67B ou cinco armas de 85 mm sem sua força motriz ou qualquer combinação de equipamentos com até 12.000 kg. Para facilitar o carregamento de carga, um guincho foi instalado no teto do porão de carga com uma capacidade de 3.000 kg. Poderia carregar 120 soldados, 96 paraquedistas completamente equipados ou 64 cargas padrão de paraquedas. Como avião aeromédico, poderia carregar 31 macas e quatro atendentes médicos.

## Histórico operacional
A construção do primeiro protótipo foi um tanto prolongada. A aeronave não estava concluída até Novembro de 1949, com seu primeiro voo ocorrendo no dia 21 de Janeiro de 1950. Encerrou os testes do fabricante no mês de maio, mas a Tupolev decidiu não enviar para os testes de aceitação do estado pelo fato de a Força Aérea Soviética já ter decidido que seria mais barato confiar em suas aeronaves de transporte existentes e modificar os bombardeiros Tu-4 para a função de cargueiro. O protótipo foi usado pelo MAP (em russo:  Ministerstvo Aviatsionnoy Promyshlennosti – Ministério da Indústria de Aviação) até se acidentar em Outubro de 1954.